# روبرت ليفكوويتز
روبرت جيه ليفكوويتز (بالإنجليزية: Robert Lefkowitz)‏ عالم وطبيب أمريكي حائز علي الميدالية الوطنية للعلوم وكذلك جائزة شاو للطب
وفي عام 2012 حصل على جائزة نوبل للكيمياء مناصفة مع تلميذه سابقا البروفيسور برايان كابيلكا.

## معلومات شخصية
يهودي ولد في نيويورك في 15 أبريل 1943 حصل على البكالوريس من جامعة كولومبيا في نيويورك سنة 1962 وحصل على درجة الدكتوراه في الطب من جامعة كولومبيايضا سنة 1969 ثم عمل باحثا في جامعة هارفرد بين الاعوام 1970-1973 اشتهر بفضل عمله في مجال المستقبلات المقترنه بالبروتين ج . يعمل البروفيسور ليفكوويتز في جامعة ديوك في ولاية فيرجينيا .

## الجوائز
حصل في عام 2007 على الميدالية الوطنية للعلوم وكذلك على جائزة شاو للطب
وفي عام 2012 حصل على جائزة نوبل للكيمياء مناصفة مع تلميذه سابقا البروفيسور برايان كابيلكا.

## اقرأ أيضا
- برايان كابيلكا
- جائزة نوبل في الكيمياء

## روابط خارجية
- روبرت ليفكوويتز على موقع الموسوعة البريطانية (الإنجليزية)
- روبرت ليفكوويتز على موقع مونزينجر (الألمانية)